# محافظة برتلجرة
محافظة بُرتَلِجرة أو بُرتَلِجْري أو (نقحرة: بورتاليجري) هي إحدى محافظات البرتغال. يبلغ عدد سكانها 127,018 نسمة. وتحتوي على 15 بلدية.